# Базз Осборн
Базз Осборн — американський музикант, фронтмен рок-гурту Melvins.

## Життєпис
Роджер Осборн (справжнє ім'я Базза Осборна) народився в 1964 році в невеличкому містечку Монтесано, штат Вашингтон. З ранніх років він захоплювався хард-роком і разом з однокласниками утворив гурт Melvins. Спочатку друзі — Осборн на електрогітарі, Метт Лукін на бас-гітарі та Майк Діллард на барабанах — грали важку музику, хеві-метал, подібно улюбленим виконавцям, як то Black Sabbath або Kiss. Згодом Осборн почув записи хардкор-панкових гуртів (Black Flag, Flipper, MDC) і стиль його музики змінився відповідно. Замість Ділларда прийшов Дейл Кровер, з яким гурт грав більш «брудні» та повільні пісні, що стали частиною типового саунду Melvins надалі.
Перша платівка Melvins вийшла на лейблі C/Z Records в 1986 році та називалась 6 Songs (укр. 6 пісень). Надалі гурт доповнював цей набір новими піснями, видаючи його знов під назвою 8 Songs, 10 Songs, і навіть 26 Songs. Сам Осборн став відомою постаттю на сіетлській альт-роковій сцені. Його сладжеве гітарне звучання, а також масивні мелодії суттєво вплинули на розвиток місцевих музикантів. Зокрема, Осборна вважав своїм наставником Курт Кобейн. Після того, як Nirvana стала всесвітньо відомою, Кобейн неодноразово згадував про Осборна і його вплив на ранні записи колективу.
Осборн продовжував грати в Melvins понад тридцять років, час від часу випускаючи нові платівки й даючи близько 100 концертів на рік. Окрім цього він видав декілька сольних записів, зокрема мініальбом King Buzzo (1992), а також акустичний альбом This Machine Kills Artists (2014). В нього було декілька сайд-проєктів, таких як Fantomas з Майком Паттоном (Faith No More) та Venomous Concept з музикантами Napalm Death та Brutal Truth.